# Sawod imeni Lichatschowa
Koordinaten: 55° 41′ 41″ N, 37° 38′ 26″ O
Sawod imeni Lichatschowa (russisch Завод имени Лихачёва; wissenschaftliche Transliteration Zavod imeni Lichačëva, deutsch Lichatschow-Werk, Abkürzung: ZIL oder auch SIL, russ. ЗИЛ) war der älteste russische Hersteller von Lastkraftwagen, Bussen und Limousinen. Das Unternehmen war bis zu seiner Auflösung im Jahr 2013 in Moskau ansässig und befand sich zuletzt zu 90 % im Besitz des russischen Staates.
Gegründet 1916 als AMO, hieß das Werk von 1931 bis zur Entstalinisierung ab 1956 Sawod imeni Stalina (russisch Завод имени Сталина, wiss. Transliteration Zavod imeni Stalina, deutsch Stalinwerk, abgekürzt ZIS oder SIS, russisch ЗИС).

## Geschichte
Die Firma entstand im Rahmen eines Regierungsprogramms zum Aufbau einer Automobilindustrie in Russland, das den Bau von sechs neuen Automobilfabriken vorsah. Für den Bau einer solchen Fabrik schlossen sich der Architekt und Unternehmer Alexander Wassiljewitsch Kusnezow und die Unternehmer-Brüder Sergei, Wladimir und Stepan Pawlowitsch Rjabuschinski zusammen und eröffneten die Firma Kusnezow, Rjabuschinski, der sich der Unternehmer Nikolai Alexandrowitsch Wtorow anschloss. Im Februar 1916 beauftragte die Militärtechnik-Hauptverwaltung Kusnezow, Rjabuschinski & Co. mit dem Bau einer Automobilfabrik und der Lieferung von 1500 Automobilen bei einer Gesamtauftragssumme von 27 Millionen Rubel. Die Fabrik sollte spätestens im Oktober 1916 fertiggestellt sein, und bis März 1917 sollten mindestens 150 Automobile geliefert sein. Das Unternehmen erhielt den Namen AMO (russisch: Автомобильное московское общество, transliteriert: Awtomobilnoje Moskowskoje Obschtschestwo, deutsch: Moskauer Automobilgesellschaft). Die Brüder Rjabuschinski schlossen mit Fiat einen Lizenzvertrag für den Bau des leichten Militärlastwagens Fiat 15. Das Werk wurde auf der Tjufelewa Roschtscha im Moskauer Süden unter der Leitung von Alexander Wassiljewitsch Kusnezow und Artur Ferdinandowitsch Loleit gebaut. Die Gebäudefassaden entwarf Konstantin Stepanowitsch Melnikow. Der erste Direktor war Dmitri Dmitrijewitsch Bondarew. Wegen des Ersten Weltkriegs kam es jedoch zu keiner eigenständigen Produktion, und das Unternehmen beschränkte sich auf die Montage von bei Fiat gekauften Bauteilen. Zu einer Serienfertigung kam es erst nach Revolution und Bürgerkrieg.
Die erste Umbenennung des Werks erfolgte am 30. April 1923. Die Bezeichnung AMO wurde gestrichen und durch Awtomobilny Moskowski Sawod imeni Ferrero (russisch Автомобильный московский завод им. Ферреро, nach Pietro Ferrero) ersetzt. Schon 1925 erfolgte die nächste Umbenennung. Der neue Name war Erstes Staatliches Automobilwerk (russisch 1-й Государственный автомобильный завод; transkribiert 1-i Gossudarstwenny Awtomobilny Sawod), was man als 1-i GAZ (russisch 1-й ГАЗ) abkürzte.
1924 wurde der erste in Serie gefertigte Lastkraftwagen gebaut. Es war ein Nachbau des FIAT F-15 und erhielt den Namen AMO-F-15. Das Unternehmen wurde damit zum ersten Fahrzeughersteller der Sowjetunion. Das Markenzeichen der AMO-Lastwagen war ein rundes Emblem, das auf rotem Grund in einem gelben Kreis die drei Buchstaben zeigte. Es wurde im Verlauf der Firmengeschichte etwas modifiziert.
Ab 1931 hieß das Kombinat Sawod imeni Stalina (ZIS) (russ. abgekürzt ЗИС, deutsch Stalin-Werk), benannt nach Josef Stalin. Mit der Entstalinisierung erhielt das Werk nach dem XX. Parteitag der KPdSU von 1956 den Namen Sawod imeni Lichatschowa, kurz ZIL. Iwan Alexejewitsch Lichatschow war Direktor des AMO- bzw. ZIS-Werkes gewesen und politisch so unbelastet, dass das Werk nach ihm benannt wurde.

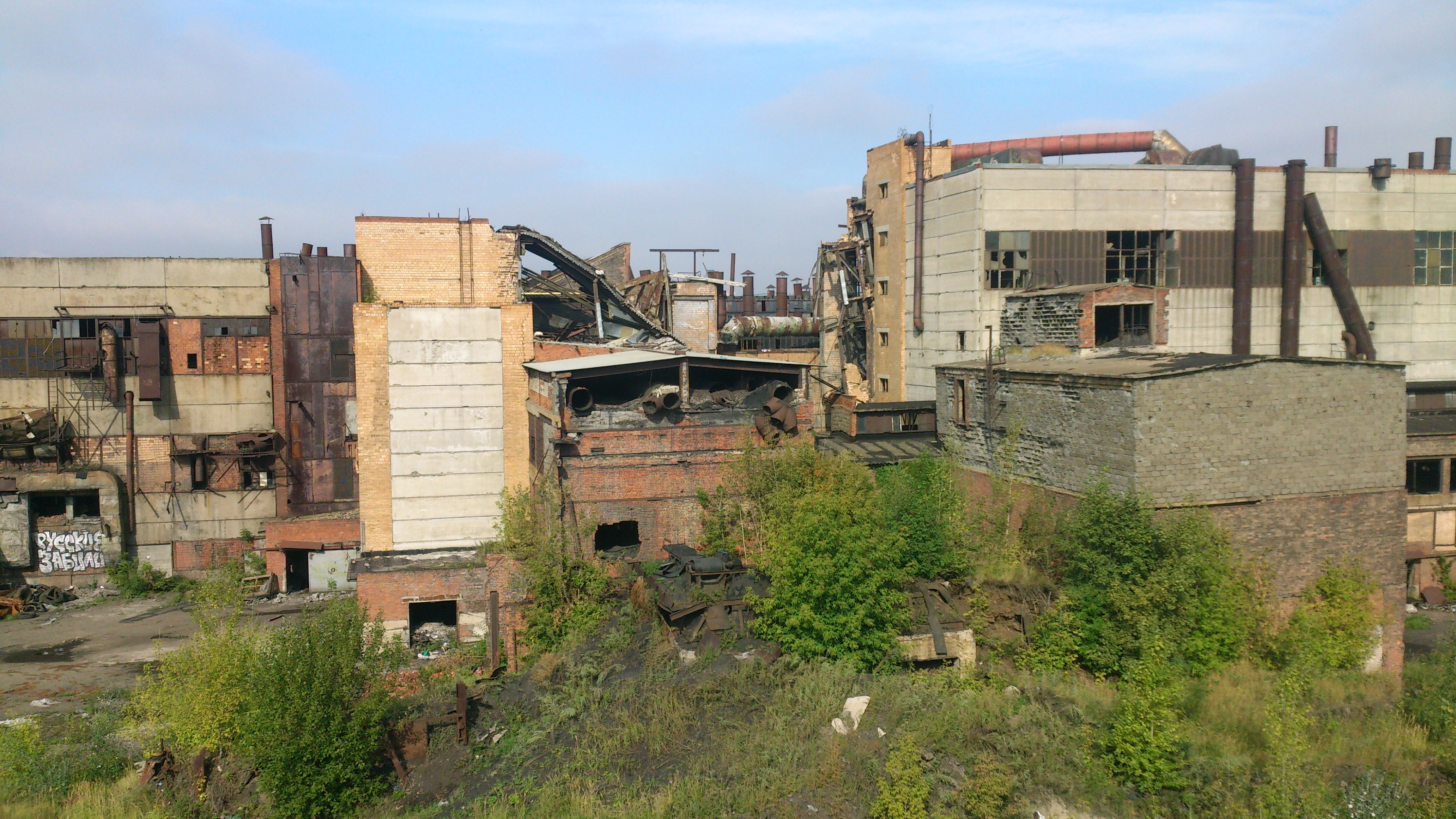
Verlassene Teile des Werks (2014)

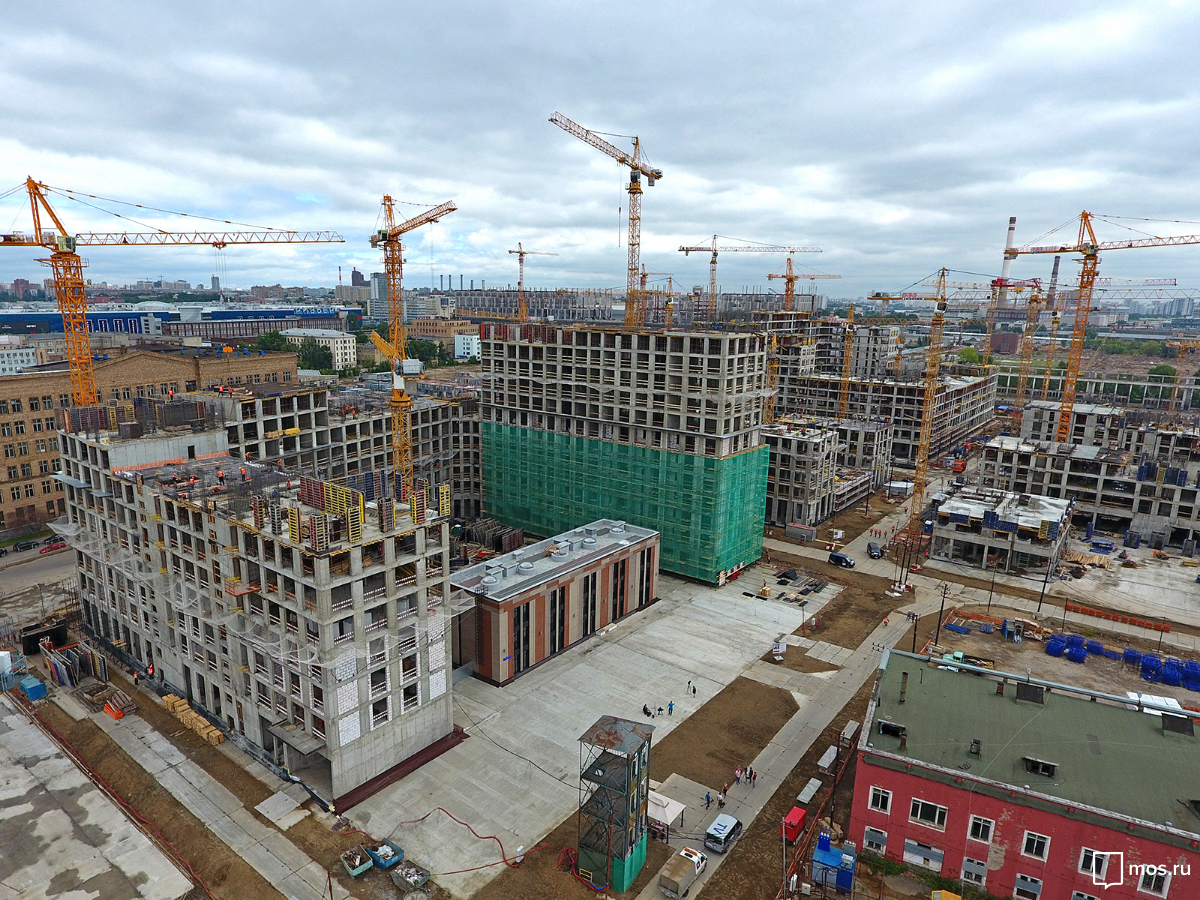
Bautätigkeit auf dem ehemaligen Fabrikgelände (Juli 2016)

Nach dem Zerfall der Sowjetunion wurde das nunmehr russische Unternehmen 1992 privatisiert. Die offizielle Bezeichnung lautete seitdem Offene Moskauer Aktiengesellschaft „Sawod imeni I. A. Lichatschowa“ (AMO-ZIL).
Mit dem Zerfall der Sowjetunion stellten sich für ZIL erhebliche Probleme ein. Der Absatz der veralteten Fahrzeuge brach zusammen und neue Modelle konnten kaum etabliert werden. Die Fabrik, die für die Produktion von 200.000 Lastwagen pro Jahr ausgelegt war, produzierte 2001 noch 16.458 Fahrzeuge, 2005 noch 6.954 und 2012 noch 985. Wann die offizielle Serienproduktion genau endete, ist unklar. 2013 wurden noch 95 Fahrzeuge gebaut, der letzte Lastwagen verließ das Werk bzw. dessen Reste 2016. Er wurde an eine Firma verkauft, die das Fahrzeug im regelmäßigen Verkehr einsetzt. Schon seit etwa 2010 hatte das Unternehmen sich darauf verlegt, Ausrüstung, Material, Maschinen und Ersatzteile zu verkaufen, um trotz großer Schulden die Löhne der Mitarbeiter weiter zahlen zu können.
Das riesige Fabrikareal in Moskau wurde von 2012/13 bis 2015 weitgehend geräumt und die Werkshallen abgerissen. Es bestehen Pläne, Wohn- und Geschäftsgebäude an dem ehemaligen Standort zu errichten.

## Produktion
Bei ZIL wurden hauptsächlich LKW gefertigt, daneben gab es als eine eigene Sparte die Fertigung großer repräsentativer Limousinen. In der Sowjetzeit wurden sie ausschließlich für die oberste Elite des Staates gebaut. Die Lastwagen wurden während der Sowjetzeit auch in Lizenz in Bulgarien und China hergestellt. Der ungarische Bushersteller Ikarus nutzte Chassis von ZIL.
Paccar arbeitete mit ZIL bei der Produktion der Kenworth-LKW zusammen, und Volvo verhandelte wegen einer Zusammenarbeit bei der Entwicklung der FH12-LKW. Die LKW-Abteilung von ZIL arbeitet mit dem amerikanischen Hersteller Caterpillar zusammen und baute zeitweilig dessen Motoren in seine Fahrzeuge ein.
Die Limousinen orientierten sich grundsätzlich an amerikanischen Vorbildern der 1950er Jahre und haben entsprechende V8-Motoren. Trotz der immer wieder modernisierten Karosserieform waren die Fahrzeuge zuletzt veraltet.

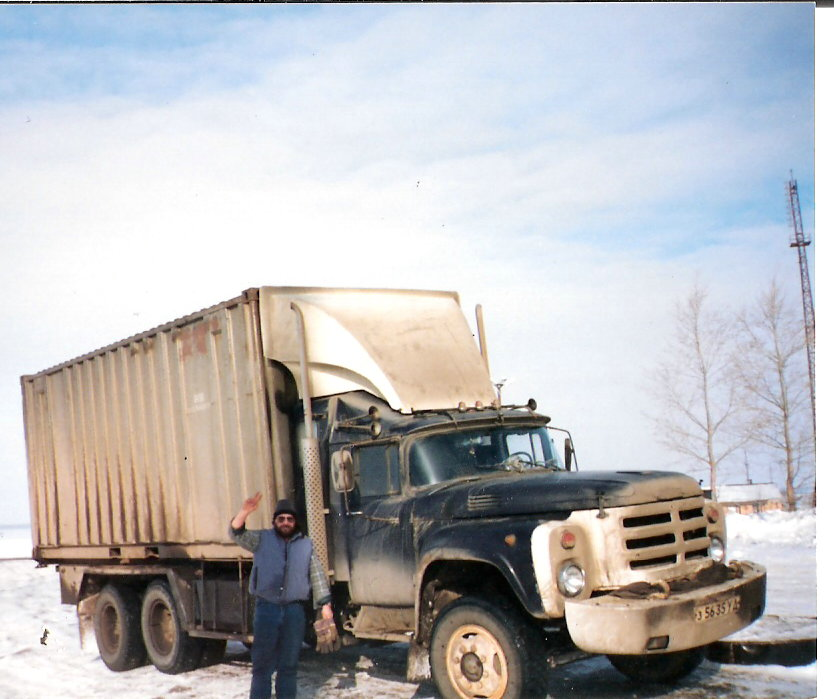
Ein ZIL-133 in Russland

Auf Fotos der sowjetischen Staatsführung sind recht oft die Modelle ZIL-117 und ZIL-4104 zu sehen. Die Karosserien unterschieden sich nur gering. Der ZIL-117 hatte runde Doppelscheinwerfer und einen flachen Kühlergrill. Später wurden für amerikanische Fahrzeuge der späten 1970er- und der 1980er-Jahre typische quadratische Scheinwerfer und ein etwas erhabener Kühlergrill eingebaut. Von beiden Modellen gab es eine Kurz- und eine Langversion. Der ZIL-3103 war ein Cabriolet für besondere Repräsentationsfahrten bei Paraden.
Im Tochterunternehmen Brjanski Awtomobilny Sawod wurden seit den späten 1950er Jahren zunächst Fahrzeugteile wie Achsen, später Militärfahrzeuge produziert, beispielsweise das Modell ZIL-135. Aktuell stellt das Werk schwere LKW-Fahrgestelle, aber auch Kranunterwagen her.
ZIL fertigte in seiner Geschichte etwa 8 Millionen Kraftfahrzeuge, 5,5 Millionen Kühlschränke (1951–2000) und 3,24 Millionen Fahrräder (1951–1959). Unter den Kraftfahrzeugen waren 7.853.985 Lastwagen (1924–2006), 39.501 Busse (1927–1961, seit 1993) und 12.145 Limousinen (1936–2006). Die Lastwagenfertigung lag 1975–1989 bei einem Ausstoß von 195.000 bis 210.000 Stück pro Jahr. 630.000 Fahrzeuge wurden in insgesamt 51 Staaten weltweit exportiert.

## Modelle

### Automobile
- ZIS-101 (1936/37)

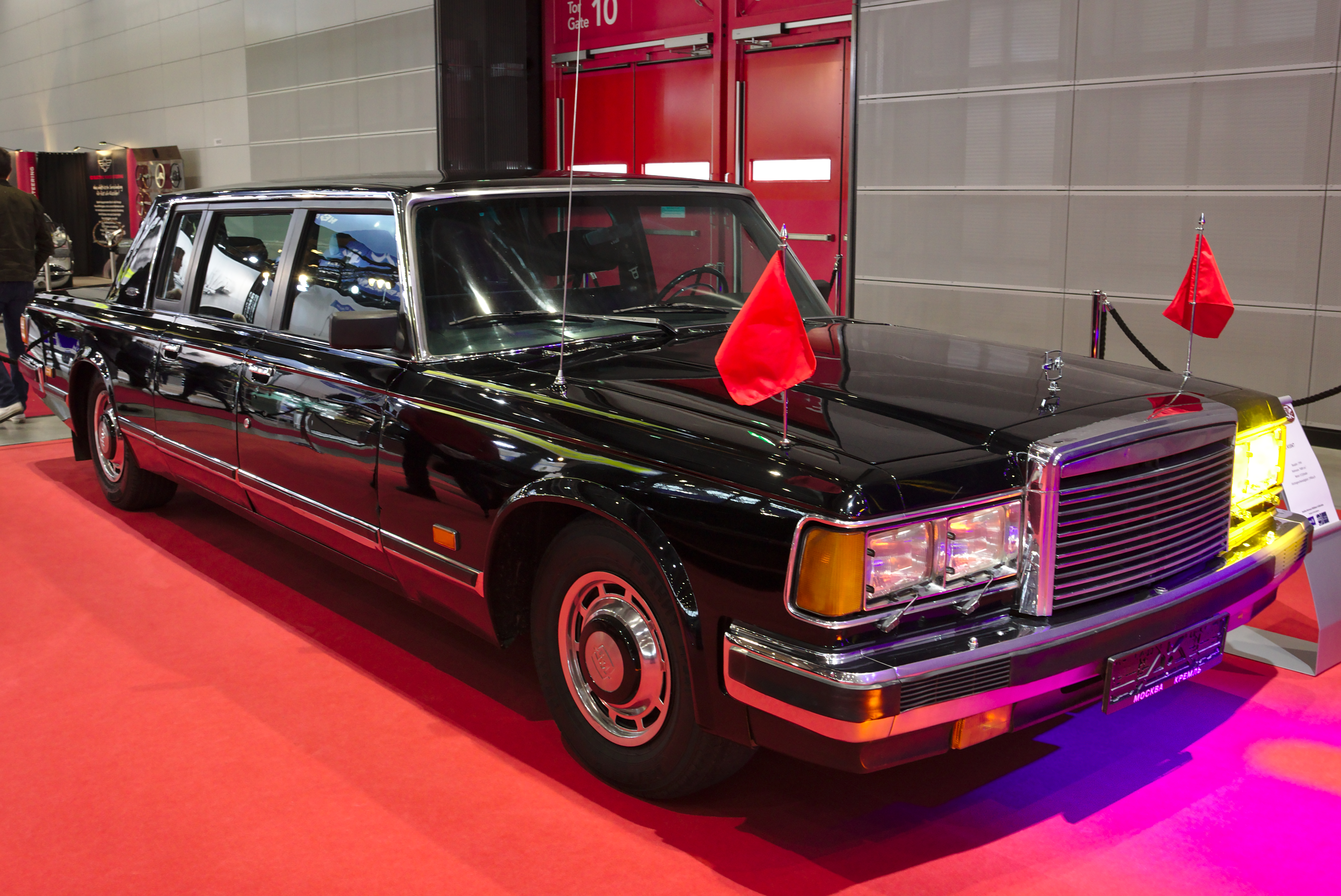
ZIL-41047

- ZIS-102 (1938) Cabriolet-Variante des ZIS-101
- ZIS-110 (1946)
- ZIS-115 (1946) gepanzerte Variante des ZIS-110
- ZIL-111 (1958)
- ZIL-114 (1967)
- ZIL-117 (1971) Variante des ZIL-114 mit kurzem Radstand
- ZIL-4104 (1978), später ZIL-41041 (kurzer Radstand) und ZIL-41047 (langer Radstand)
- ZIL-4105 (1983) gepanzerte Variante des ZIL-4104
- ZIL-4112 (2012) Produktionsstart war für 2013 geplant, wurde von Putin aber abgelehnt

### Lastwagen
- AMO-F-15 (1924)

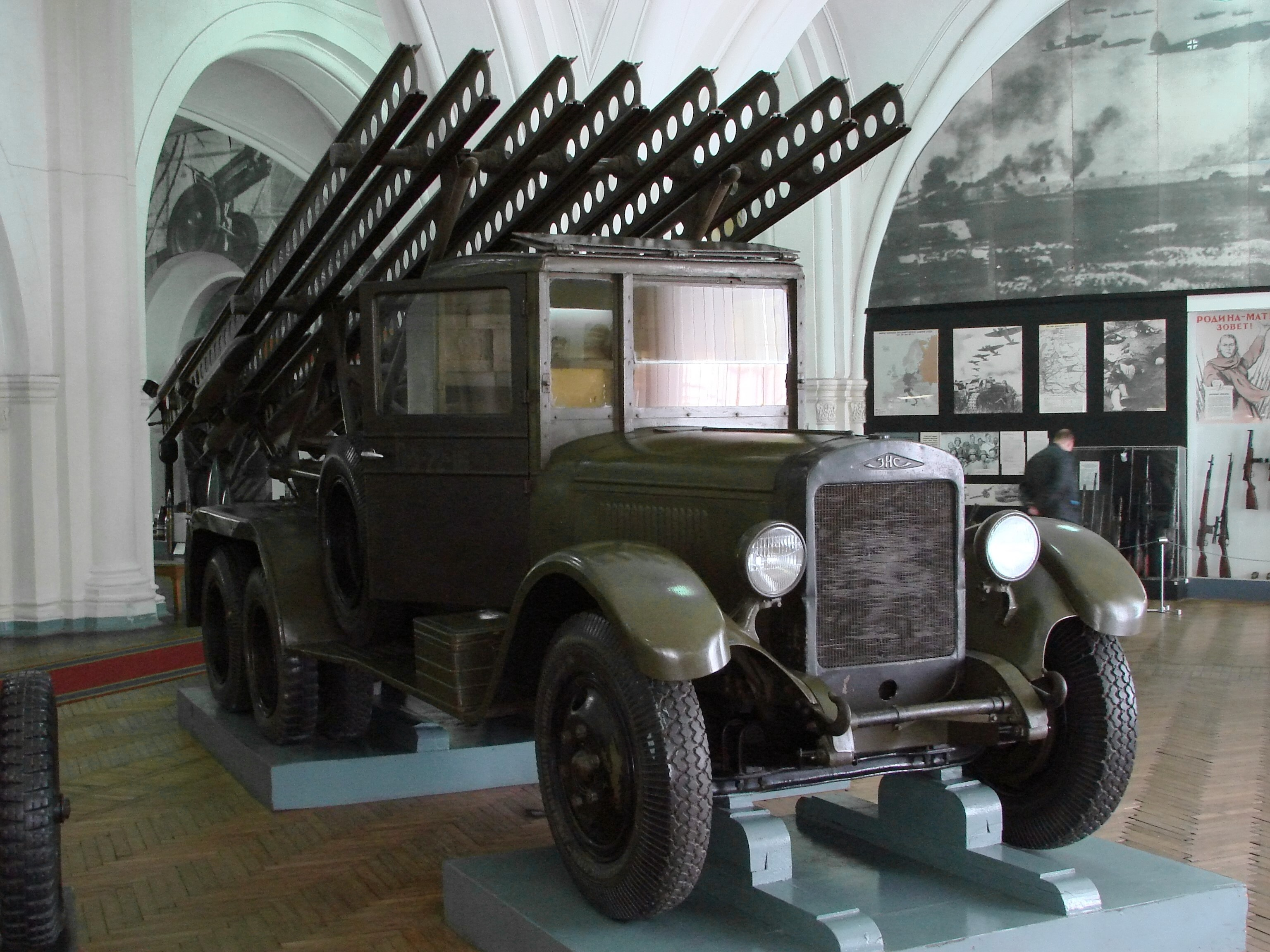
ZIS-6 mit Stalinorgel

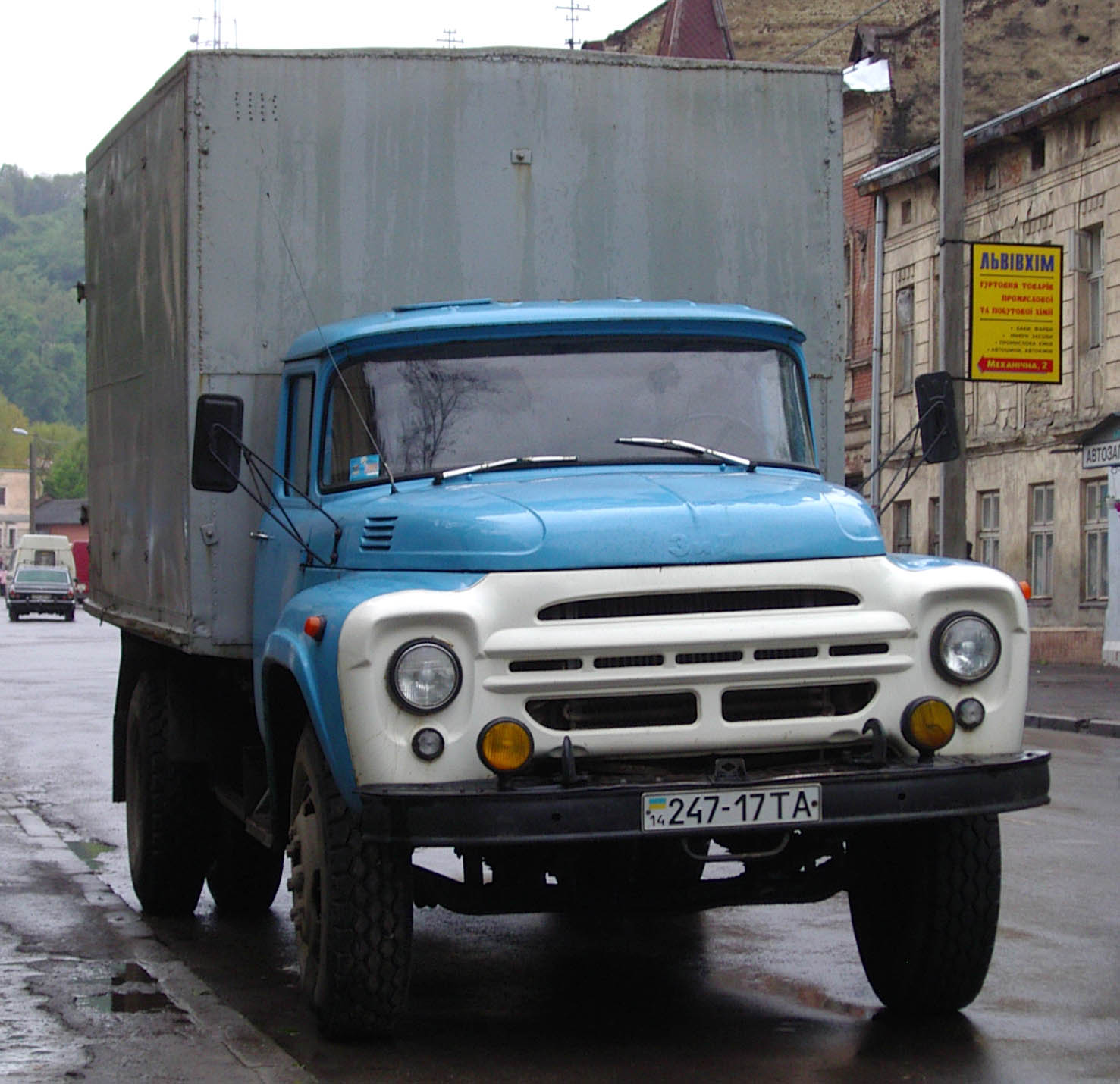
ZIL-130

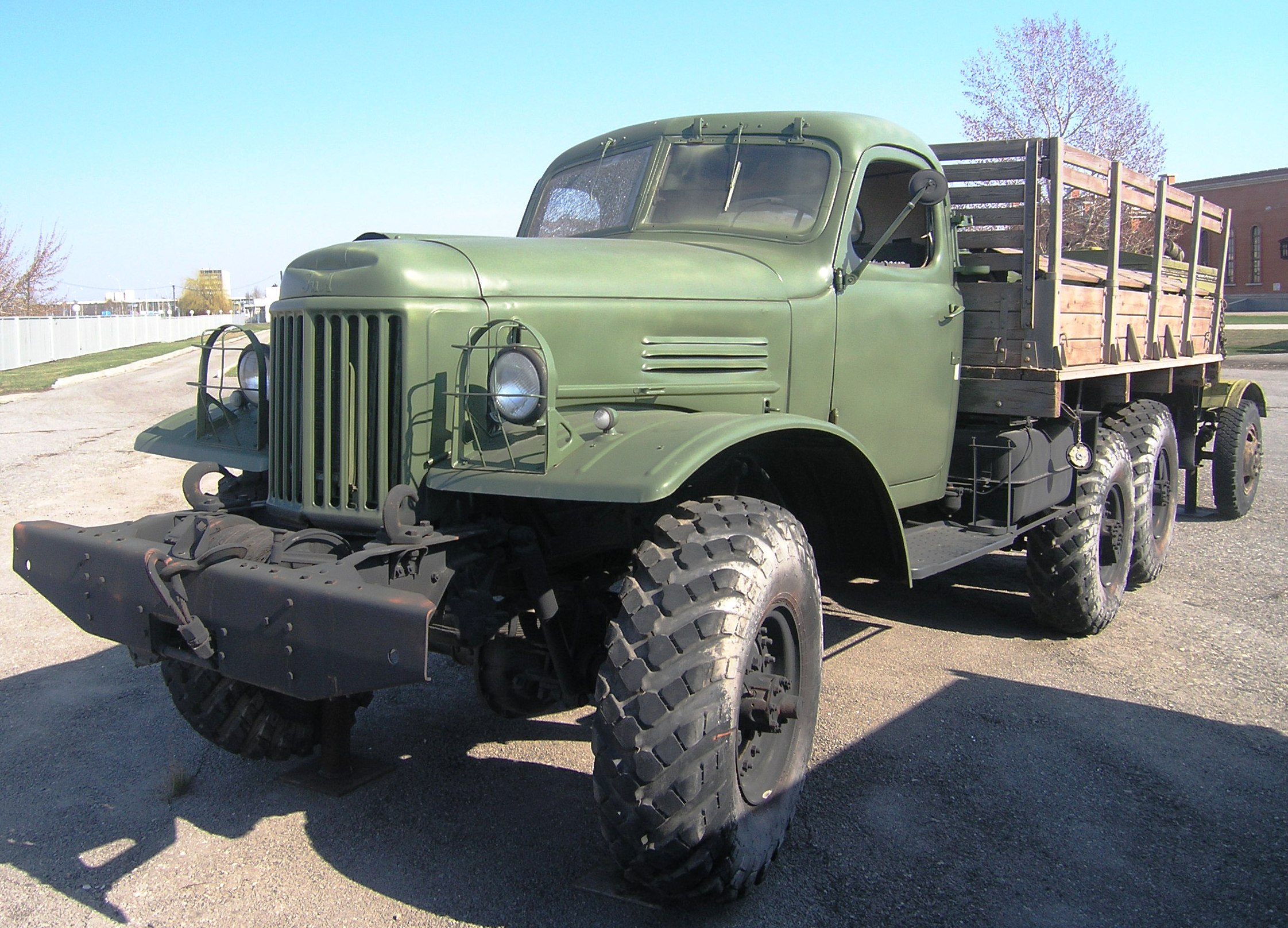
ZIL-157

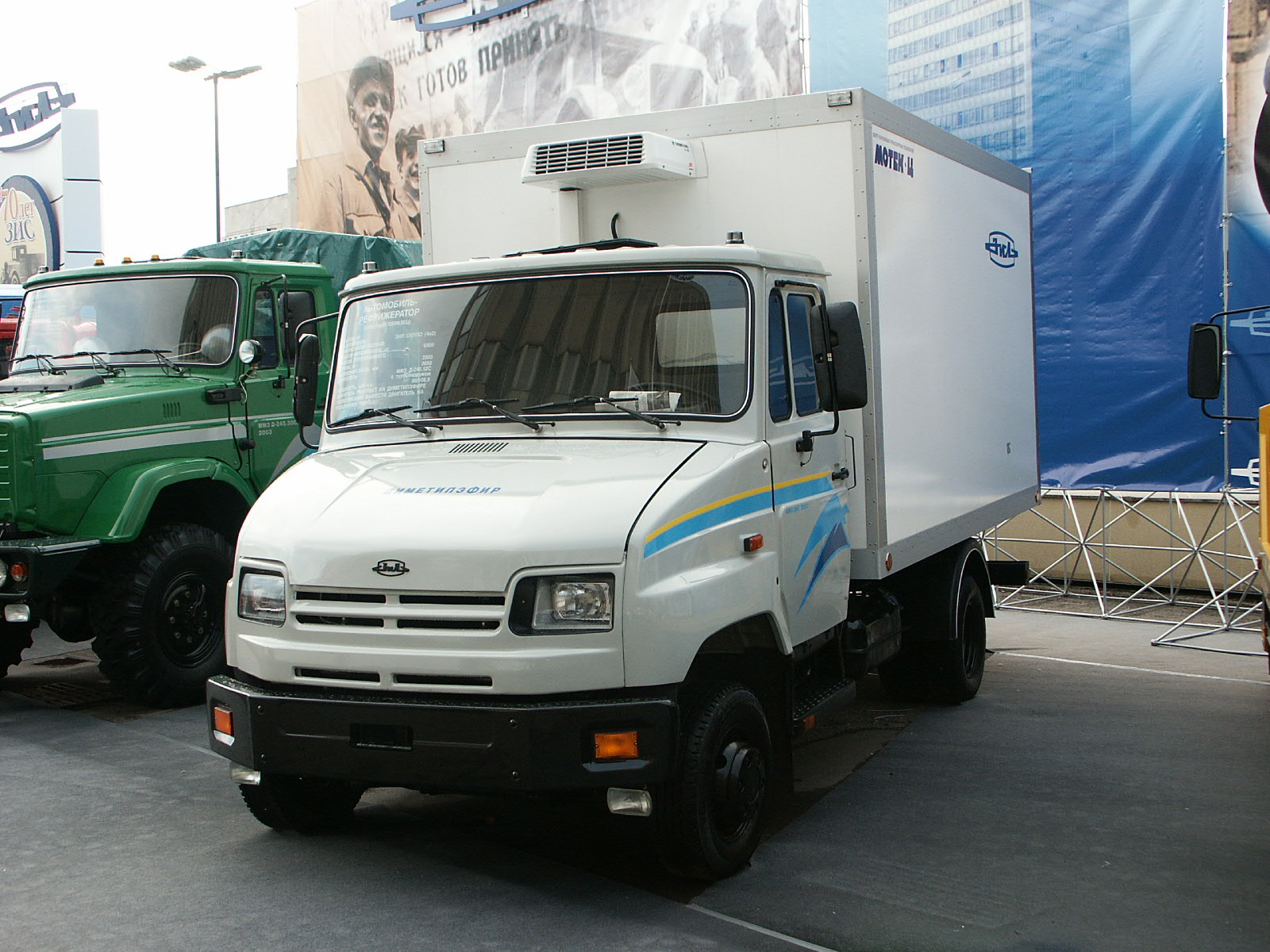
ZIL-5301

- AMO-2 (1930, Kopie des US-amerikanischen Autocar Dispatch SA)
- AMO-3 (1931)
- ZIS-5 (1933)
- ZIS-6 (1934)
- ZIS-22 (1938)
- ZIS-42 (1942)
- ZIS-128 (1954)
- ZIS-150 (1947)
- ZIS-151 (1948)
- ZIL-164 (1957)
- ZIL-157 (1958)
- ZIL-130 (1962)
- ZIL-131 (1967)
- ZIL-133 (1966)
- ZIL-135 (1966)
- ZIL-5301 „Bytschok“ („Bully“) (1992)
- ZIL-6404 (1996)
- ZIL-6309 (1999)
- ZIL-6409 (1999)
- ZIL-433180 (2003)
- ZIL-432930 (2003)
- ZIL-4327 (2004?)
- ZIL-4334 (2004)

### Busse

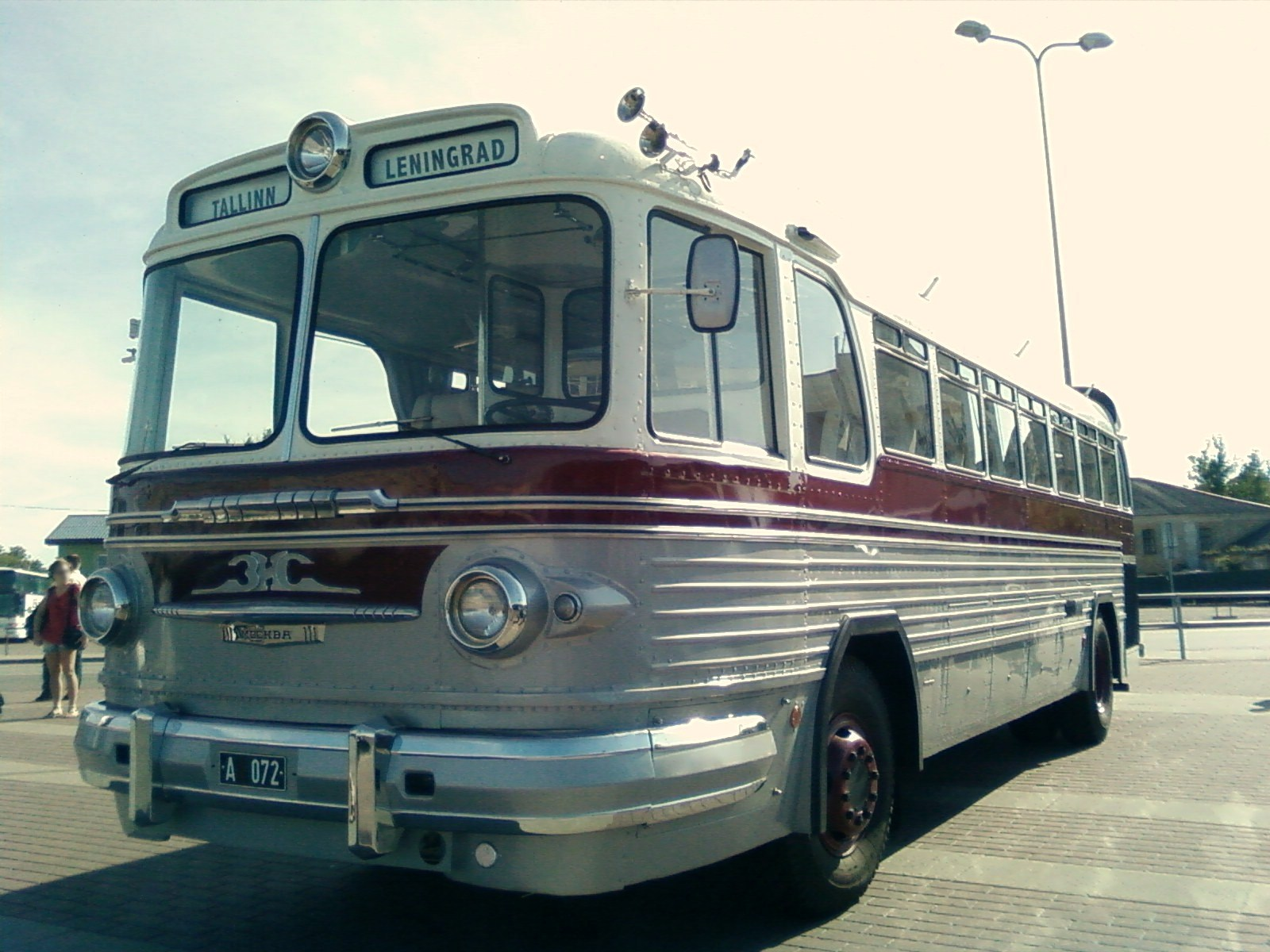
ZIS-127

- AMO-4 (1931)
- ZIS-8 (1934)
- ZIS-lux (1934) (Prototyp)
- ZIS-16 (1938)
- ZIS-17 (1939) (Prototyp)
- ZIS-154 (1946)
- ZIS-155 (1949)
- ZIS-127 (1956)
- ZIL-158 (1957)
- ZIL-159
- ZIL-118 „Junost“ (1962)
- ZIL-3250 (1998)

### Sport- und Rennwagen
- ZIS-101 Sport (1939)
- ZIS-112 (1951–1961)
- ZIL-112S (1962–1965)
- ZIL-412S (1962)

### Armeefahrzeuge und sonstige Produktion

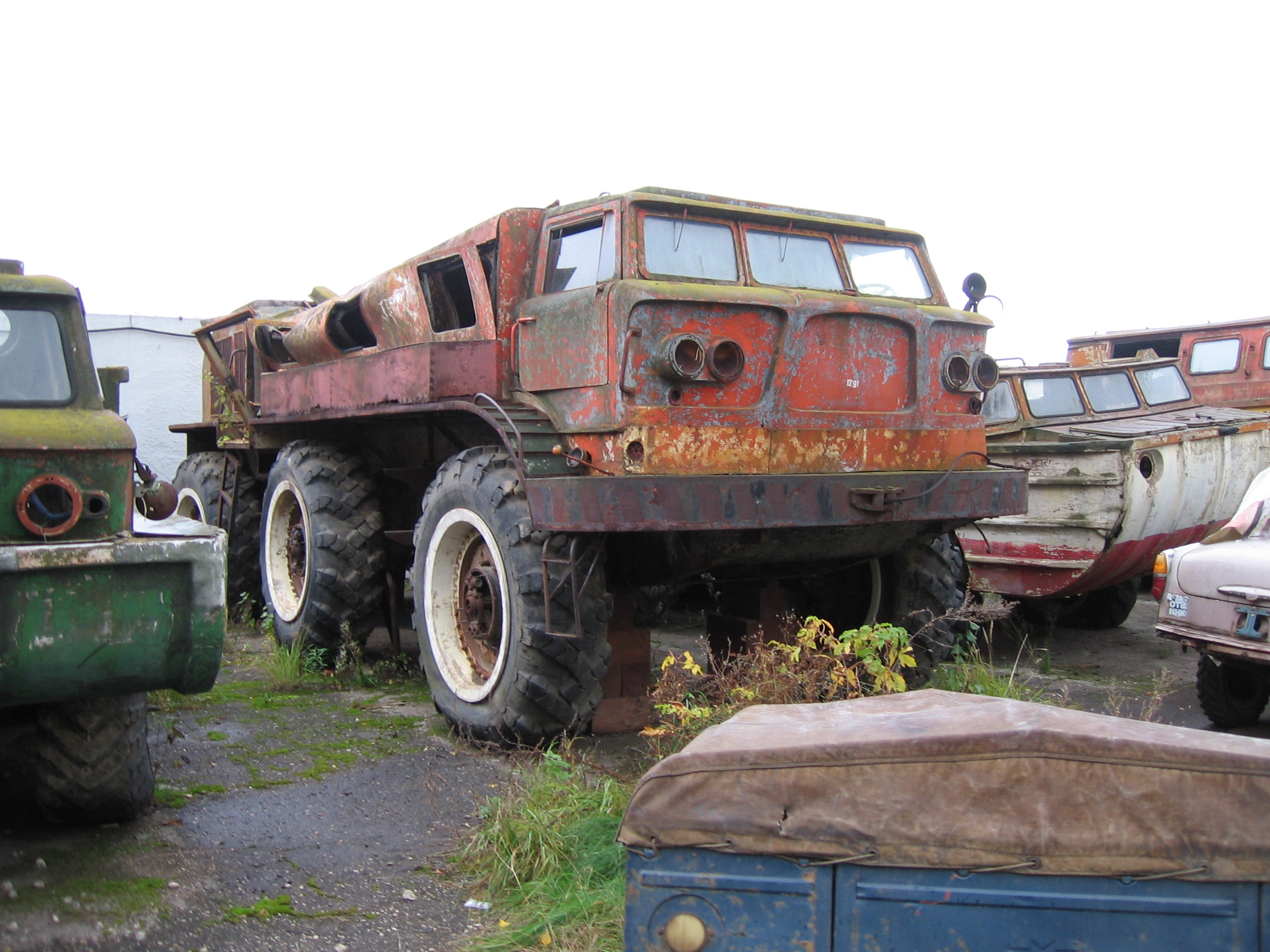
Prototyp ZIL-E167 für Tiefschnee

- ZIS-152 (gepanzerter Personentransporter)
- ZIL-153 (Schützenpanzerwagen)
- ZIS-485 (Amphibienfahrzeug)
- ZIL-E167 geländegängiges Fahrzeug (nur ein Prototyp, 1962)
- ZIL-4906 (Amphibienfahrzeug)
- ZIL-2906 (geländegängiges Fahrzeug mit Schneckenantrieb)